# المواريد (السعودية)
المواريد هي قرية صغيرة إحدى قرى قبيلة الموايق من الشلالحة من مطير، وتابعة لمركز الحمنة التابع لمحافظة وادي الفرع تقع في منطقة المدينة المنورة، تبعد عن المدينة المنورة 200 كلم وعن مكة المكرمة 250 كلم. يبلغ عدد سكانها 1000 نسمة تقريباً.[بحاجة لمصدر]

## وصلات خارجية
- الموقع الرسمي
- حساب تويتر almwaig@